# Distichorchis
Distichorchis is een geslacht met ongeveer veertig soorten orchideeën uit de onderfamilie Epidendroideae. Het geslacht is afgesplitst van Dendrobium.
Het zijn epifytische of lithofytische orchideeën van open laaglandbossen van Zuidoost-Azië. Ze hebben weinig opvallende solitaire bloemen.

## Naamgeving enetymologie
- Synoniem: Dendrobium Sw. (1799) sect. Distichophyllum Hook.f. (1890)

De botanische naam Distichorchis is een samenstelling van Oudgrieks δίστιχος, distichos (tweerijig) en ὄρχις, orchis (orchidee).

## Kenmerken
Distichorchis-soorten zijn kleine tot grote epifytische of lithofytische planten met een sympodiale groei, talrijke rechtopstaande of afhangende, gegroefde, dikwijls gezwollen cilindrische of kegelvormige stengels, met talrijke, in twee rijen in één vlak gelegen, lijnlancetvormige tot ovale bladeren met uitgerande top en een sterk gereduceerde zijstandige bloemtros met meestal één solitaire bloem omgeven door een papierachtige bladschede.
De bloemen zijn stevig, wasachtig, langlevend en meestal onopvallend eenkleurig, maar met een grove textuur. De bloemlip is vlezig, met aan de basis een met papillen bezette callus en een nectar (plant)houdend mentum gevormd door het vergroeien van de lip met de voet van het gynostemium. Het gynostemium is kort, gebogen, met papillen bezet en met een naar verhouding lange voet. Er zijn vier gladde, helgele pollinia.

## Habitaten verspreidingsgebied
Distichorchis-soorten komen voor op bomen op open plaatsen in groenblijvende laagland- en montane bossen in Thailand, Vietnam, Sumatra, Sulawesi, Borneo, de Filipijnen, Maleisië, de Molukken en de eilanden van de Stille Oceaan.

## Taxonomie
Distichorchis is in 2003 door Clements en Jones van Dendrobium afgescheiden. Dit zijn soorten van voornamelijk de sectie Distichophyllum.
Het geslacht telt ongeveer veertig soorten. De typesoort is Distichorchis uniflora.

### Soortenlijst
- Distichorchis angusta (Quisumb.) M.A.Clem. (2003)
- Distichorchis angustipetala (J.J.Sm.) M.A.Clem. (2003)
- Distichorchis barisana (J.J.Sm.) M.A.Clem. (2003)
- Distichorchis bifaria (Lindl.) M.A.Clem. (2003)
- Distichorchis bihamulata (J.J.Sm.) M.A.Clem. (2003)
- Distichorchis cerina M.A.Clem. & D.L.Jones (2002)
- Distichorchis connata (Blume) M.A.Clem. (2003)
- Distichorchis dissitifolia (Ridl.) M.A.Clem. (2003)
- Distichorchis distachya (Lindl.) M.A.Clem. (2003)
- Distichorchis elephantina (Finet) M.A.Clem. (2003)
- Distichorchis ellipsophyllav (Tang & F.T.Wang) M.A.Clem. (2003)
- Distichorchis hepatica (J.J.Sm.) M.A.Clem. 281 (2003)
- Distichorchis igneonivea (J.J.Sm.) M.A.Clem. (2003)
- Distichorchis kenepaiensis (J.J.Sm.) M.A.Clem. (2003)
- Distichorchis lambii (J.J.Wood) M.A.Clem. (2003)
- Distichorchis lamriana (C.L.Chan) M.A.Clem. (2003)
- Distichorchis maraiparensis (J.J.Wood & C.L.Chan) M.A.Clem. (2003)
- Distichorchis melanotricha (Schltr.) M.A.Clem. (2003)
- Distichorchis mellicolor (J.J.Sm.) M.A.Clem. (2003)
- Distichorchis metachilina (Rchb.f.) M.A.Clem. (2003)
- Distichorchis moquetteana (J.J.Sm.) M.A.Clem. (2003)
- Distichorchis multicostata (J.J.Sm.) M.A.Clem. (2003)
- Distichorchis nabawanensis (J.J.Wood & A.L.Lamb) M.A.Clem. (2003)
- Distichorchis olivacea (J.J.Sm.) M.A.Clem. (2003)
- Distichorchis osmophytopsis (Kraenzl.) M.A.Clem. (2003)
- Distichorchis ovatifolia (Ridl.) M.A.Clem. (2003)
- Distichorchis pachyantha (Schltr.) M.A.Clem. (2003)
- Distichorchis pahangensis (Carr) M.A.Clem. (2003)
- Distichorchis pandaneti (Ridl.) M.A.Clem. (2003)
- Distichorchis piranha (C.L.Chan & P.J.Cribb) M.A.Clem. & D.L.Jones (2003)
- Distichorchis pluricostata (Schltr.) M.A.Clem. (2003)
- Distichorchis quadrisulcata (J.J.Sm.) M.A.Clem. (2003)
- Distichorchis refracta (Teijsm. & Binn.) M.A.Clem. (2003)
- Distichorchis revoluta (Lindl.) M.A.Clem. (2003)
- Distichorchis rupicola (Ridl.) M.A.Clem. (2003)
- Distichorchis sandsii (J.J.Wood & C.L.Chan) M.A.Clem. (2003)
- Distichorchis siberutensis (J.J.Sm.) M.A.Clem. (2003)
- Distichorchis spathipetala (J.J.Sm.) M.A.Clem. (2003)
- Distichorchis striatiflora (J.J.Sm.) M.A.Clem. (2003)
- Distichorchis torquisepala (Kraenzl.) M.A.Clem. (2003)
- Distichorchis uniflora (Griff.) M.A.Clem. (2003)
- Distichorchis xanthophaea (Schltr.) M.A.Clem. (2003)